# 安德鲁·普兹德
安德魯·富蘭克林·「安迪」·普斯德（英語：Andrew Franklin "Andy" Puzder；1950年7月11日—）是美國連鎖餐飲企業CKE Restaurants的首席執行官，擁有華盛頓大學法學院的法學博士學位。他自2000年9月開始出任CKE餐飲業的行政總裁。他獲總統唐納·川普提名為美國勞工部長，後因無望在參議院取得足夠議員支持任命而宣佈退出。

## 生平
從商之前他是一位律師，在1980年代曾是反墮胎權利運動的活躍分子，並且為反墮胎組織提供法律服務。
2000年，普斯德出任CKE餐饮公司CEO。奧巴馬執政時期，普德斯反對奥巴马政府的最低时薪增至15美元、支付加班费、医改法案等政策。
在2016年美國總統選舉，唐納·川普競選美國總統期間他就為川普捐款。2016年12月8日，他被侯任美國總統唐納·川普提名為繼任美國勞工部長；惟他在2017年2月15日決定退出提名。

## 外部連結
- 官方網站 （页面存档备份，存于）
- Articles in the Wall Street Journal by Andrew Puzder